# SEAGULL SCREAMING KISS HER KISS HER
SEAGULL SCREAMING KISS HER KISS HER（シーガル・スクリーミング・キス・ハー・キス・ハー）は、日本のオルタナティヴ・ロック・バンド。

## 概略
1992年に日暮愛葉を中心に結成。当時としては珍しく最初から海外での活動を念頭に置き、Buffalo Daughterやチボ・マットらと共に、海外の空気を含んだ、新しいバンドの文脈を形成。当初はブリットポップやキャンディポップのような曲をやっていた。4曲入りのデモ音源を作ると、カジヒデキのおかげでESCALATOR RECORDSの仲真史主宰のa trumpet trumpet RECORDSからのリリースが決まる。日本とニューヨークを行き来する間に小山ナオや辛島孝治と出会い、次第にカワイイ曲調からSEAGULL SCREAMING KISS HER KISS HERらしい尖った音に変わって行った。1996年に小山田圭吾主宰のトラットリア/ポリスターから作品を発表するようになる。2002年に活動休止。2014年、日暮にとって近年のパートナーである中尾憲太郎の提案により、新メンバーを迎えて新生SEAGULL SCREAMING KISS HER KISS HERとして再始動。

## バンド名
イギリスのバンド、XTCのアルバム『ザ・ビッグ・エキスプレス』収録曲「Seagulls screaming kiss her,kiss her」を長すぎて面白いと思った事と、XTCが好きという理由から決められた。初ライブ当日に決めたという。

## メンバー
- 日暮愛葉（1971年11月8日 - ）

ボーカル・ギター担当。
- 中尾憲太郎（1974年6月17日 - ）

ベース・コーラス担当。
Crypt City、younGSounds、ナンバーガール。
- おかもとなおこ（1979年4月18日 - ）

ドラムス担当。
つばき、THE GIRL、DQS。
- 蓮尾理之（1983年2月7日 - ）

キーボード担当。
bonanzas、ザ・ジェッジジョンソン、385、元School Food Punishment。
- 一ノ瀬雄太

ギター担当。
快速東京。
- moe

コーラス担当。
Miila and the Geeks、Twee Grrrls Club。

### 旧メンバー
- イトウサチコ

結成当時のメンバー。
- 小山ナオ

ベース・ボーカル担当。
2002年の活動休止後、イラストレーター“ナオミ・レモン”として活動。
- 辛島孝治

ドラム担当。
1999年に脱退。

## ディスコグラフィ

### シングル
- FLY （1996年1月1日発売）
- PINK SODA （1996年11月25日）
- SWEET HOME （1997年11月24日）
- PRETTY IN PINK （1999年5月19日）
- SENTIMENTAL JOURNEY （2001年3月28日）
- LULLABY （2001年7月25日）

### アルバム
- Give Them Back To Me
- IT'S BRAND NEW （1997年4月25日）
- 17 (Seventeen) （1998年9月2日）
- NO!NO!NO! （2000年4月19日）
- NO!NO!NO STAR 2000 （2001年1月25日） ライブ・アルバム
- FUTURE OR NO FUTURE （2001年5月9日）
- DYING FOR SEAGULLS! （2002年4月17日） ベスト・アルバム

### VIDEO/DVD
- MOTORHEAD AND DRIVE VIDEO （1999年5月19日）
- CRASHED ON! FOREVER SEAGULLS! （2004年2月21日）

### 映画音楽
- フレンチドレッシング （1998年）